# Harald Münster
Harald Münster (* 25. Oktober 1947) ist ein ehemaliger deutscher Fußballspieler.

## Leben
Münster spielte von 1967 bis 1972 beim HSV Barmbek-Uhlenhorst, anschließend beim FC St. Pauli. In der letzten Regionalliga-Saison 1973/74 war er mit 3110 Einsatzminuten Stammspieler St. Paulis und erzielte zwei Tore. Der Vorstopper verpasste mit den Hamburgern jedoch in der Aufstiegsrunde den Sprung in die Fußball-Bundesliga, einigte sich mit St. Pauli aber auf eine Vertragsverlängerung und spielte für den Verein 1974/75 (24 Einsätze) in der neugegründeten 2. Fußball-Bundesliga.
1975 verließ er den FC St. Pauli und spielte bis 1982 für den Hummelsbütteler SV. Später wurde er Mitglied der FC St. Pauli-Altliga.